# Antonio Ameal Pereyra
Antonio Ameal Pereyra (Buenos Aires, 17 giugno 1893 – ...) è stato un calciatore argentino, di ruolo attaccante.

## Caratteristiche tecniche
Giocava come mezzala sinistra.

## Carriera

### Club
Entrò a far parte della rosa del River Plate nel 1909; vi militò ininterrottamente per più di dieci anni, partecipando alla prima stagione del club in massima serie. Il 24 agosto 1913 segnò il gol del provvisorio 2-0 nel primo Superclásico ufficiale della storia, vinto 2-1 dal River. Nel 1914 fu nella squadra che vinse la Copa de Competencia Jockey Club. Nel 1922 giocò due partite della Copa Campeonato con la maglia del Boca Juniors.

### Nazionale
Giocò una partita con la Nazionale argentina nel 1912.

## Palmarès

### Club

#### Competizioni nazionali
- Copa Competencia: 1

River Plate: 1914